# Sphaeromatidea
Sous-ordre
Les Sphaeromatidea sont un sous-ordre de crustacés de l'ordre des isopodes.

## Taxonomie
Selon World Register of Marine Species (26 janvier 2023) :

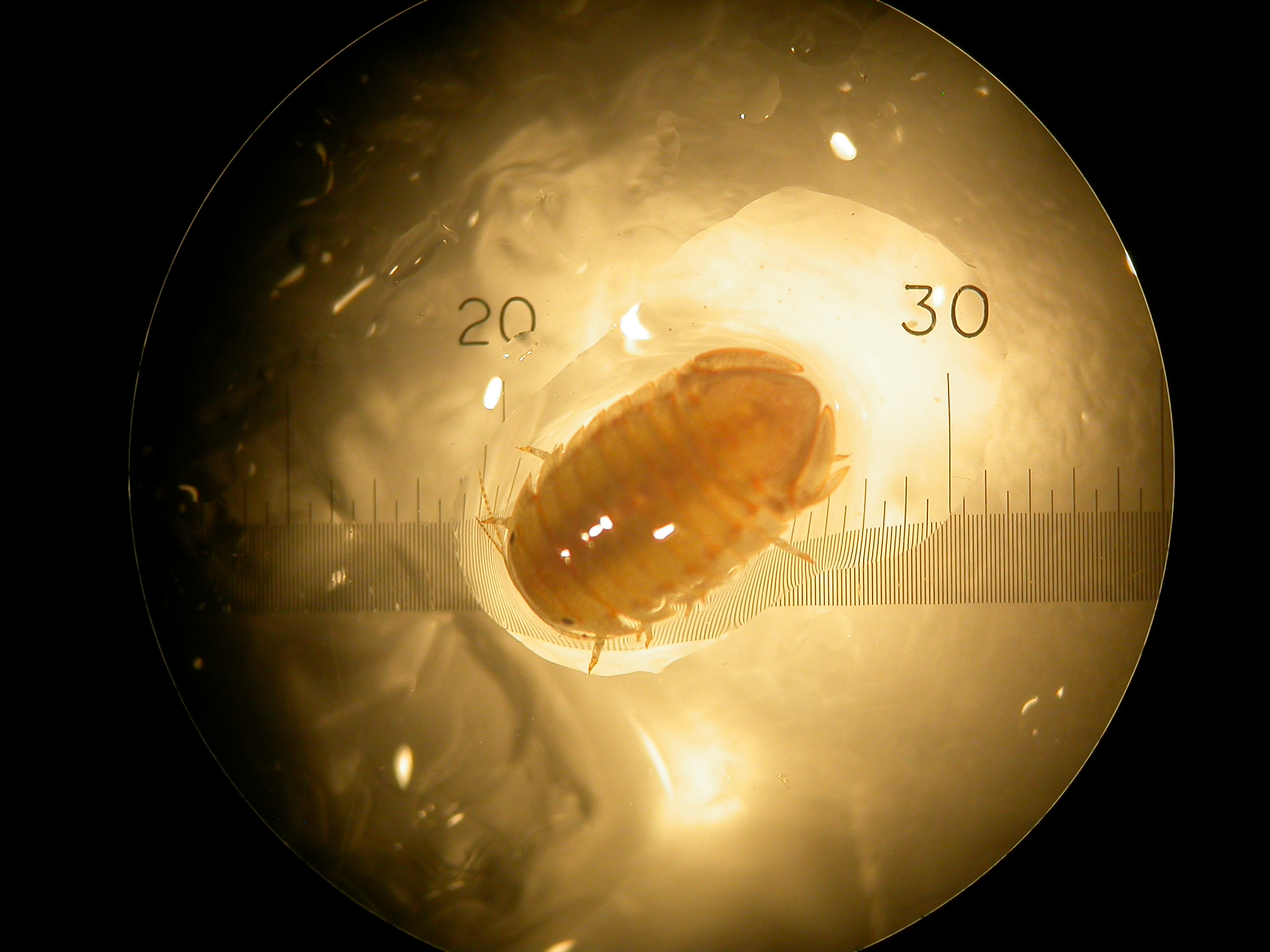
Thermosphaeroma thermophilum

- Super-famille des Seroloidea Dana, 1852
  - Famille des Basserolidae Brandt & Poore, 2003
  - Famille des Bathynataliidae Kensley, 1978
  - Famille des Plakarthriidae Hansen, 1905
  - Famille des Serolidae Dana, 1852
- Super-famille des Sphaeromatoidea Latreille, 1825
  - Famille des Ancinidae Dana, 1852
  - Famille des Sphaeromatidae Latreille, 1825
  - Famille des Tecticipitidae Iverson, 1982

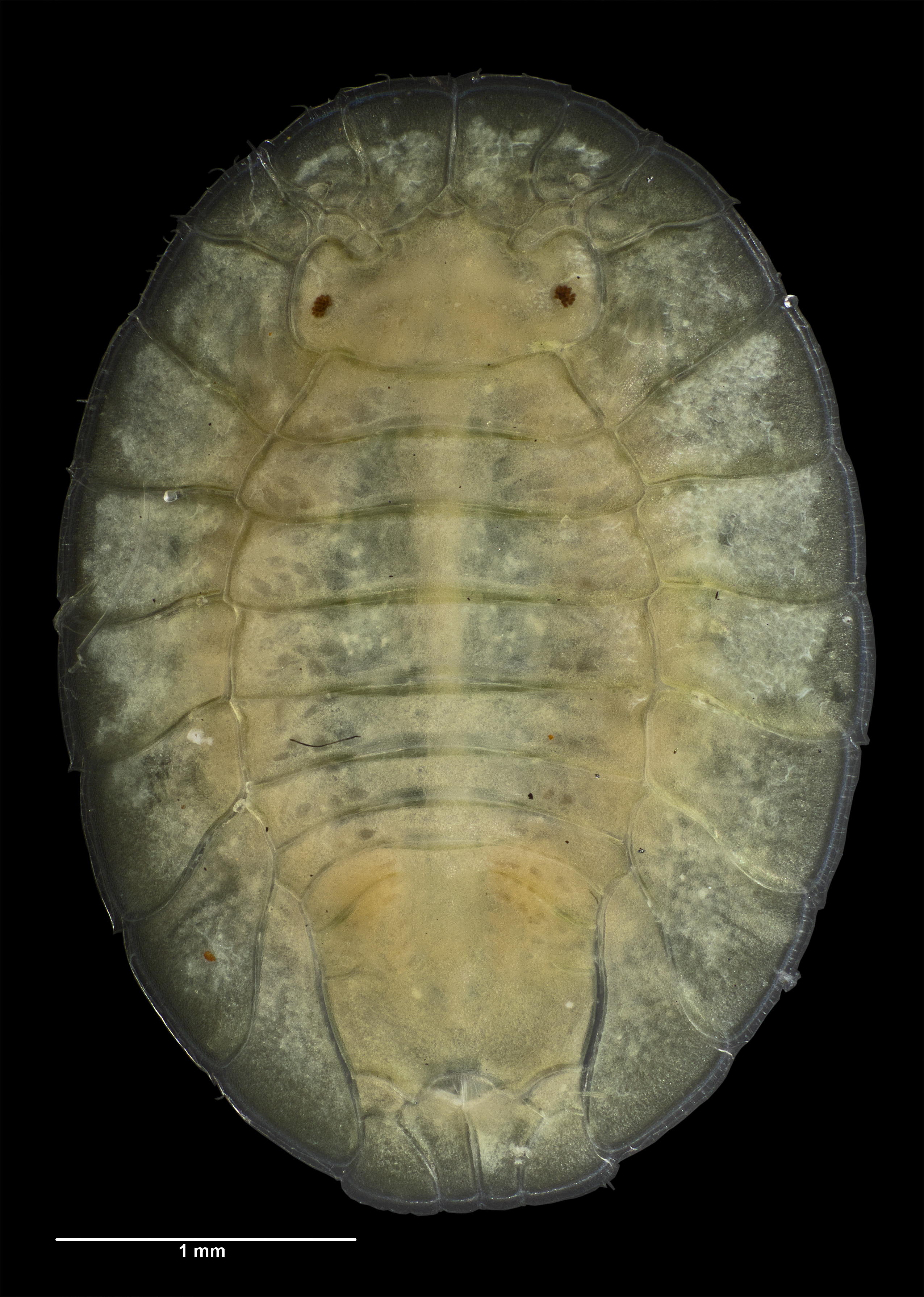
Plakarthrium typicum (Plakarthriidae)
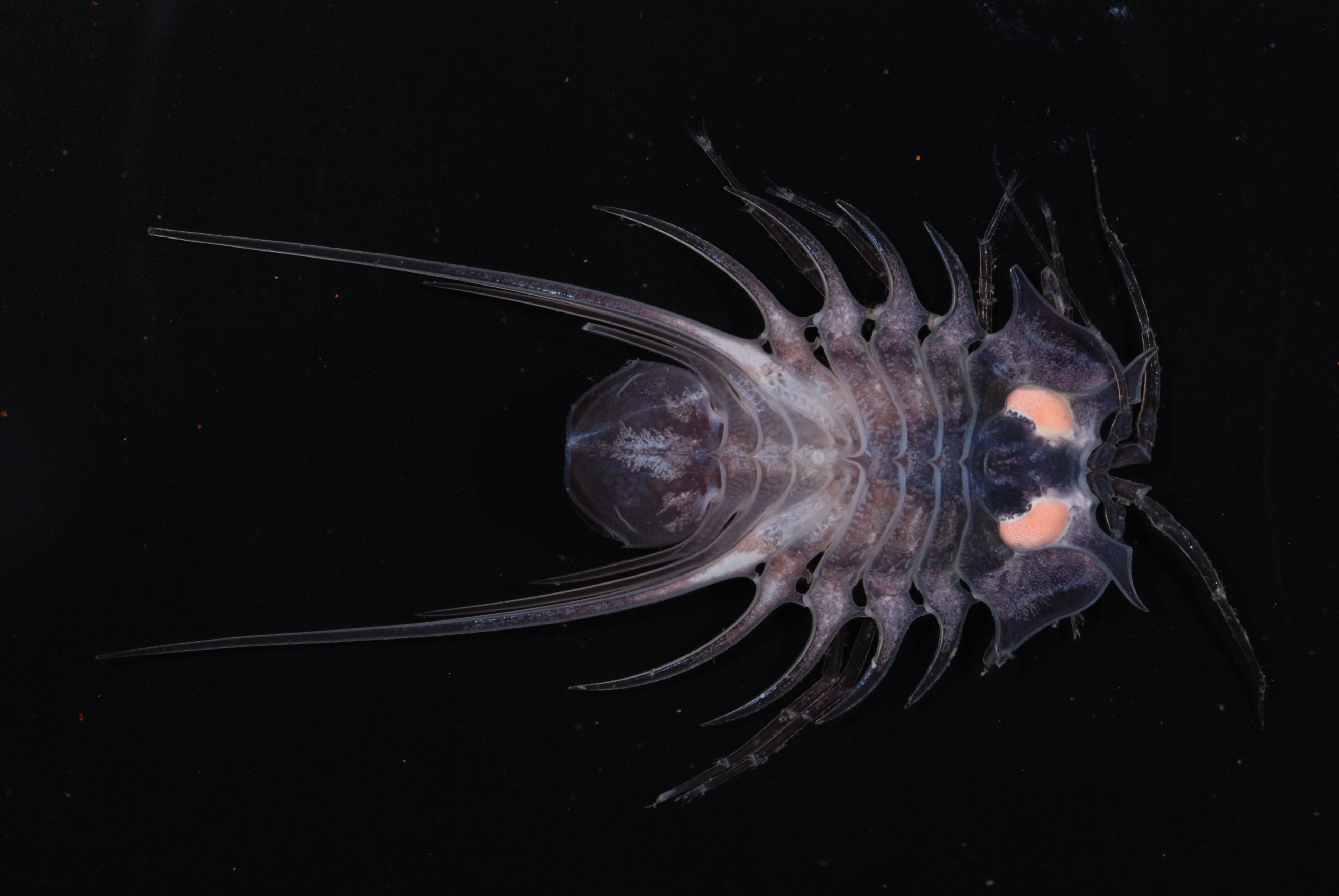
Brucerolis brandtae (Serolidae)
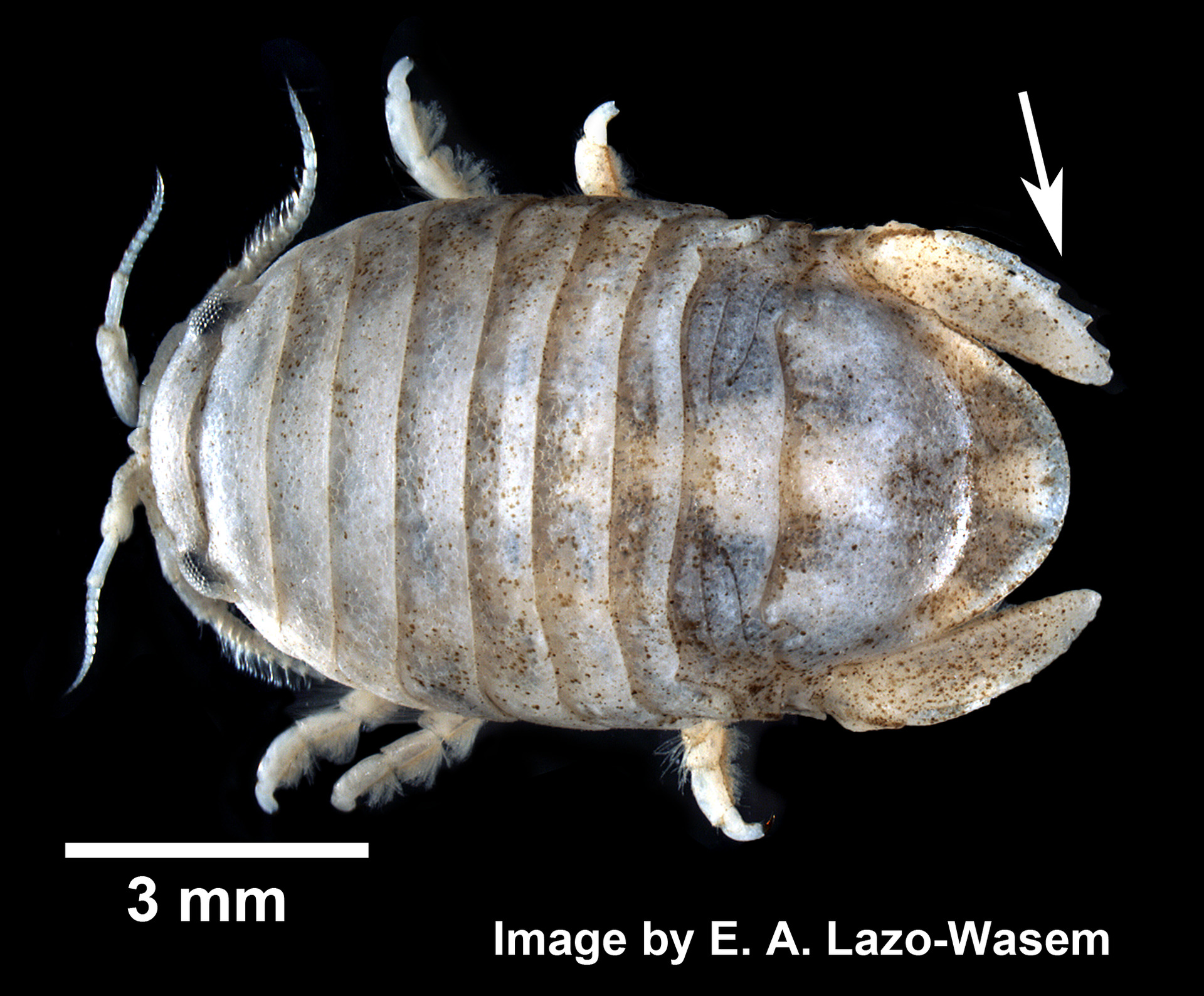
Sphaeroma quadridentatum (Sphaeromatidae)
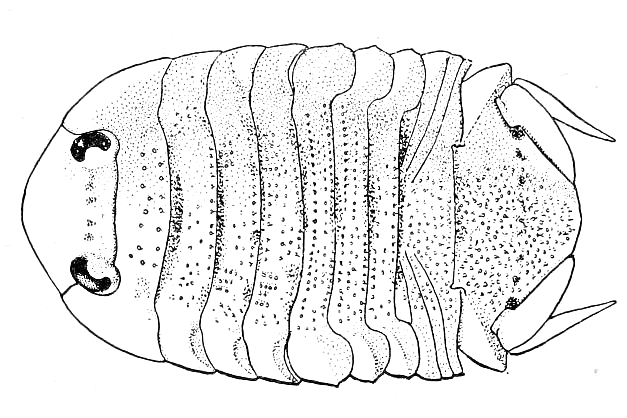
Tecticeps renoculis (Tecticipitidae)